# Поповка (Черниговская область)
Попо́вка (укр. Попівка) — село в Новгород-Северском районе Черниговской области Украины. Население — 506 человек. Занимает площадь 2,35 км².
Почтовый индекс: 16042. Телефонный код: +380 4658.
Около села находится исток реки Рванец (Ирва́нец).

## Власть
Орган местного самоуправления — Поповский сельский совет. Почтовый адрес: 16042, Черниговская обл., Новгород-Северский р-н, с. Поповка, ул. Советская, 4.